# École normale supérieure (Côte d'Ivoire)
Pour les autres articles nationaux ou selon les autres juridictions, voir École normale supérieure.
 (septembre 2024).
L'École normale supérieure  (ENS) d’Abidjan est un établissement d’enseignement supérieur de Côte d'Ivoire créé en 1964. Elle est placée sous la tutelle du Ministère de l’Enseignement Supérieur et de la Recherche Scientifique et est chargée de la formation et du perfectionnement pédagogique des formateurs et de la formation des personnels d’encadrement pédagogique exerçant dans l’enseignement secondaire général. La gestion pédagogique des étudiants et des professeurs stagiaires, la recherche dans le domaine de l'éducation ainsi que la production des outils et matériels didactiques, relèvent de ses missions.

## Organisation
L'École normale supérieure d'Abidjan réalise ses activités pédagogiques à travers cinq départements :
- Département des arts et des lettres[2] ;
- Département des langues[3] ;
- Département des sciences de l’éducation[4] ;
- Département des sciences et des technologies[1] ;
- Département d'Histoire-Géographie[1].

## Liste des directeurs
- François Salien : D'octobre 1963 à janvier 1964[1],[5]
- André Nicolas : De janvier 1964 à mars 1967[1],[5]
- Siefer Fanoudh : D'avril 1967 à septembre 1971[1],[5]
- Pr Tanoe Aka : De septembre 1971 à juillet 1977[1],[5]
- Pr Vakaba Touré : De 1975 à 1996[6],[5]
- Pr Tapé Goze: de 2000 à 2010[7],[5]
- Pr Valy Sidibé : De janvier 2012 à janvier 2021[8],[5]
- Pr Ouattara Lassiné : de 2021 à 2023[1]
- Pr Bamory Kamagaté, actuel directeur : Depuis mai 2023[1]

## Anciens élèves
- Kandia Camara, Certificat d’Aptitude Pédagogique pour les Collèges Modernes, 1985[9]
- Simone Gbagbo
- Pierre Kipré